# Pulchri Studio

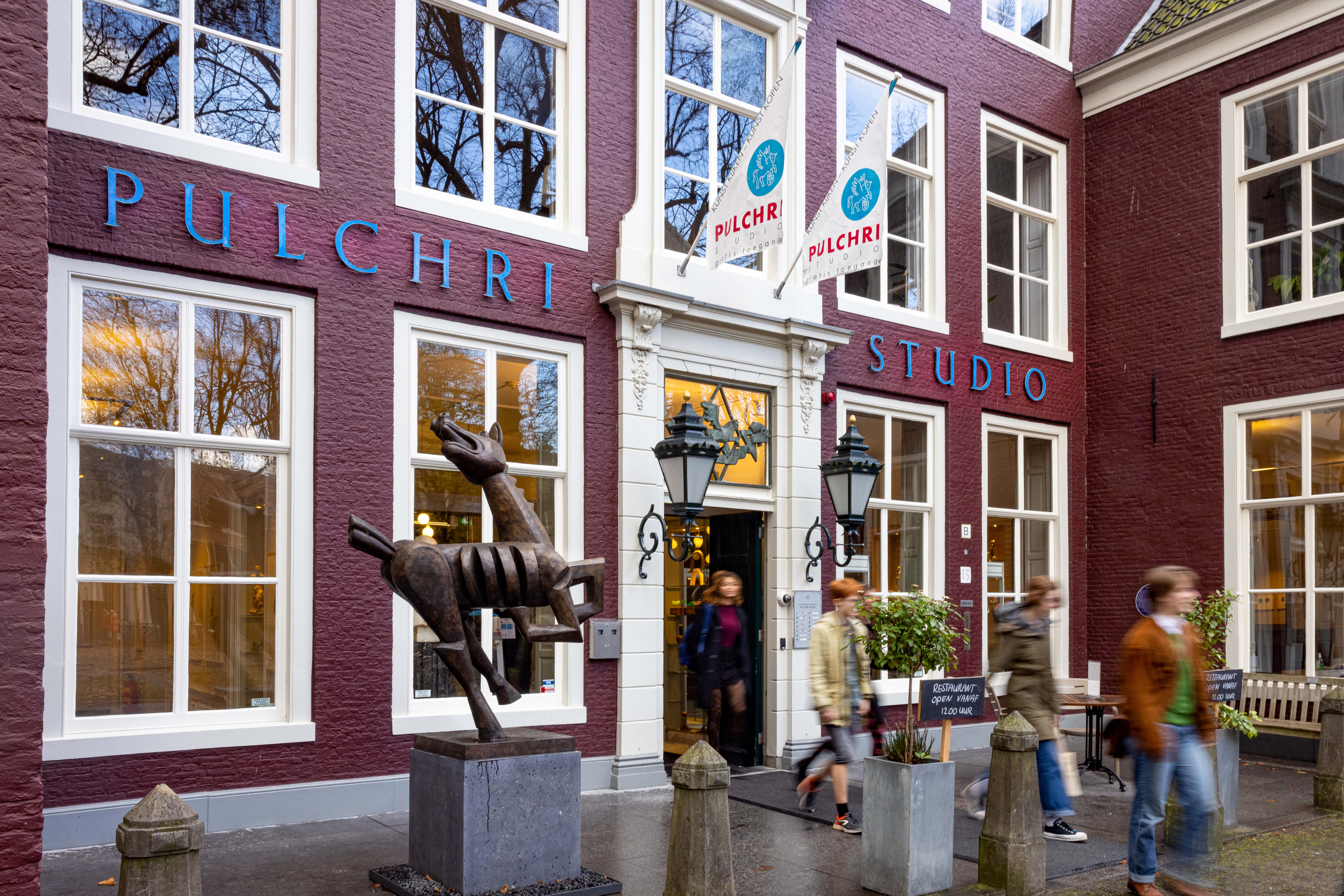
Pulchri Studio aan het Lange Voorhout in Den Haag.

Pulchri Studio (Latijn: door beoefening van het schone) is een schilderkundig genootschap en galerie voor hedendaagse kunst sinds 1847 in Den Haag. Sinds 1898 is Pulchri Studio gevestigd in het monumentale pand aan het Lange Voorhout 15 in het centrum van Den Haag. Naast kunstenaarsleden kent Pulchri Studio ook kunstlievende leden die als mecenas van de kunsten lid van het genootschap zijn. In de zalen van Pulchri Studio zijn per jaar ongeveer tachtig tentoonstellingen te zien met werk van leden en niet-leden.

## Oprichting
In januari 1847 besloten Hardenberg, Roelofs, Van Hove en de Weissenbruchs een Schilderkundig Genootschap op te richten voor het tekenen naar levend model, het bevorderen van de belangen van de beeldende kunst en de leden, en het houden van kunstbeschouwingen. Een maand later was Pulchri Studio (‘door beoefening van het schone’) een feit. Van Hove werd de eerste voorzitter, kunstenaars als Bosboom, Bles en Rochussen sloten zich aan en koning Willem II werd de eerste beschermheer van het genootschap. Verscheidene Oranjeprinsen werden tot ‘Eerelid’ benoemd.

## Hofje van Nieuwkoop
De behoefte aan een ‘eigen haard’ leidde ertoe dat in 1861 het hoofdgebouw en de tuin met kegelbaan van het Hofje van Nieuwkoop werden gehuurd, waarna ook kunstenaars van andere disciplines als theater, architectuur en muziek als lid konden toetreden. Omdat die locatie snel te klein werd, kocht Pulchri Studio in 1887 het pand Prinsengracht 57 aan, waarvoor onder meer een verkooptentoonstelling het benodigde geld opleverde. De vereniging bloeide, het aantal kunstenaars nam gestaag toe en de eerste befaamde feesten werden gegeven.

## Mesdag
Toen ook het pand aan de Prinsengracht te klein werd, kochten de gebroeders Mesdag omstreeks 1900 de patriciërswoning Lange Voorhout 15, waaraan enkele indrukwekkende tentoonstellingszalen konden worden toegevoegd. Bij de ingebruikneming in 1901 beschikte Pulchri Studio over de ruimte waar het genootschap kon uitgroeien tot zijn huidige betekenis en omvang.
Door de aanhoudende groei van het aantal leden ontstond de behoefte aan een uitbreiding van tentoonstellingsruimte. Ook die kwam er dankzij de energieke en doortastende leiding van Hendrik Willem Mesdag, die in 1889 voorzitter van Pulchri Studio werd. Mesdag ontwikkelde zich tot een monumentale voorzitter. Hij fungeerde als een rots in de branding. 
Op 1 februari 1898 stelde Mesdag als voorzitter, terwijl zijn broer Taco penningmeester was, aan het bestuur voor het pand aan het Lange Voorhout 15 voor de vereniging aan te kopen, of beter gezegd, er mee in te stemmen dat hij het inmiddels voor de vereniging had gekocht. Op 9 augustus 1900 legde Mesdag de eerste steen voor de verbouwing van het pand. Een jaar later werden de zalen in gebruik genomen met een eerste ledententoonstelling. Die opening viel samen met de viering van zijn 70ste verjaardag van de vereniging. Met de verwerving van het pand aan het Lange Voorhout kreeg Pulchri Studio de beschikking over een ‘eigen huis’ met de mooiste expositiezalen van het land,
In december 1906 legde Mesdag zijn voorzitterschap neer. Daarna bleef hij tot zijn dood in 1915 erevoorzitter.

## Feestelijkheden
Pulchri Studio slaagde er in een rijk programma van feestelijkheden te presenteren met biljart- en kaartwedstrijden en bijvoorbeeld in 1921 een groots ‘Fête de Têtes’, een grimeerwedstrijd waarin figuren optraden als Frans Liszt, Apachen, Japanners, Chinezen e.a., zij het zonder dames. Er werden muziek- en dansuitvoeringen en toneelstukken gegeven, waarbij Pulchri-leden als Willy Sluiter en Piet van der Hem zorgden voor de decoraties. In de zalen werden de ledententoonstellingen gehouden, maar ook exposities van onder meer Schotse, Hongaarse, Spaanse, Italiaanse, Poolse, Belgische en Zweedse schilderkunst. Zo droeg Pulchri Studio bij tot het bekend worden van nieuwe ontwikkelingen in de beeldende kunst.

## Koningin Wilhelmina

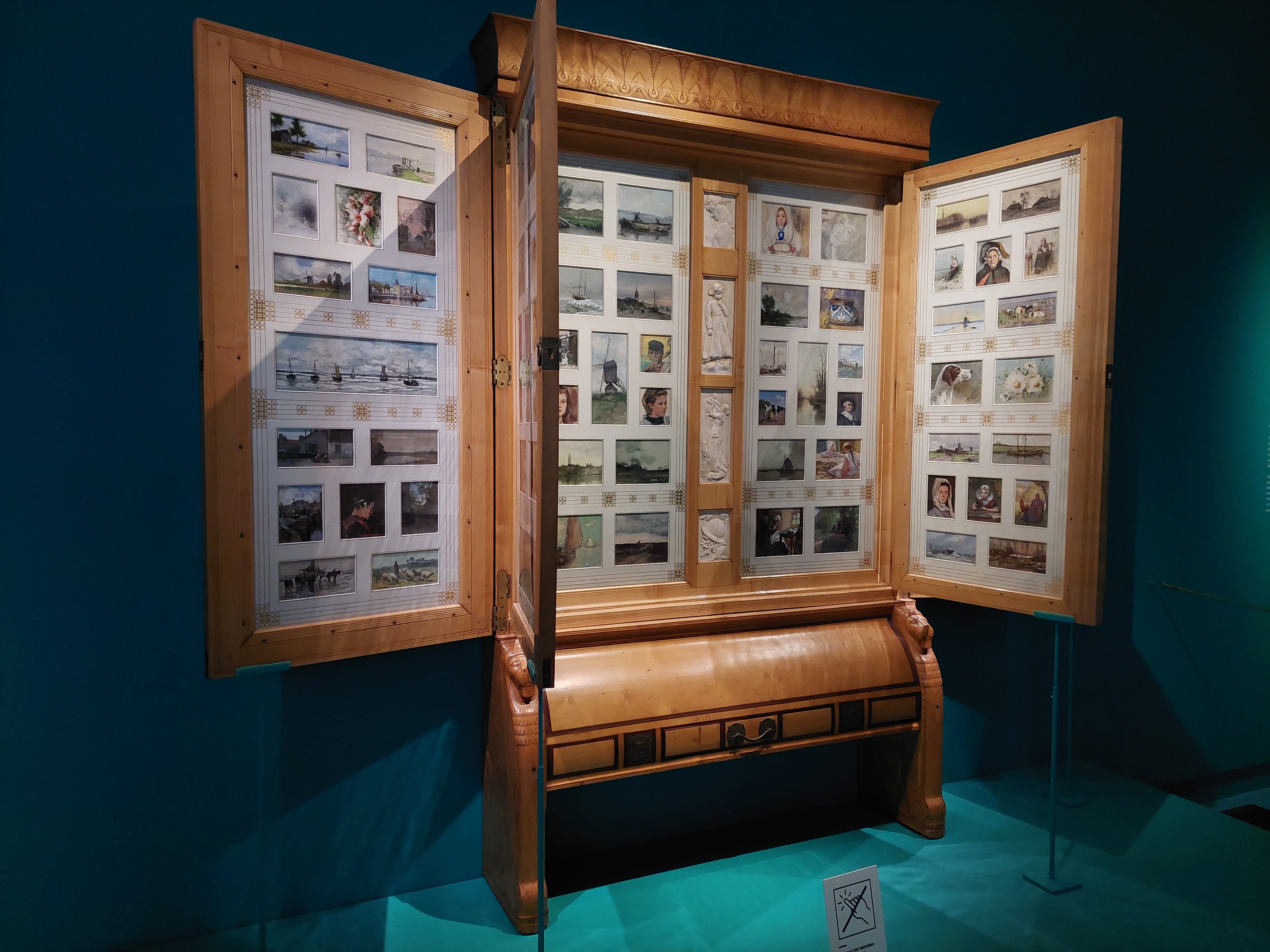
Pulchri kast met kunstwerken. Deze werd in 1901 aan Koningin Wilhelmina geschonken ter gelegenheid van haar huwelijk.

Koningin Wilhelmina, in 1898 ingehuldigd, had net als haar moeder, de regentes Koningin Emma, een warme belangstelling voor cultuur als een van de aspecten van de samenleving. Maar ook zijzelf was een niet onverdienstelijk schilderes en liet een omvangrijk oeuvre na van schilderijen en tekeningen. In haar autobiografie ‘Eenzaam maar niet alleen’ beschrijft Wilhelmina hoe zij ´door De Schepper geïnspireerd met tintelend genoegen´ de penselen opneemt om te gaan schilderen. Haar benoeming tot werkend lid van Pulchri Studio in 1932 beschouwde koningin Wilhelmina als een bekroning. Behalve werkend lid was Wilhelmina ook beschermvrouwe van Pulchri Studio. Vanwege de samenwerking van Pulchri Studio met de Duitse bezetter beëindigde koningin Wilhelmina in 1946 haar werkend lidmaatschap en wenste zij niet langer beschermvrouwe te zijn. Pas in 1997 was prinses Beatrix opnieuw bereid beschermvrouwe van Pulchri Studio te worden.

## Abstractie en figuratie
Vanaf haar allereerste begin onderhield Pulchri Studio nauwe banden met de internationale kunstwereld. 
Kunstenaars Ouborg, Nanninga, Hussem en Sinemus kwamen als eersten met abstract werk dat leidde tot heftige discussies over figuratie en abstractie. Haagse realisten als Van Heel, Andréa, Berserik en Draijer stelden zich op tegenover de ‘experimentelen’, die weer aansluiting zochten bij de groep ‘Vrij Beelden’. Kunstenaars van verschillende richting waren lid van Pulchri Studio, de meeste leden van ‘Verve’ waren ook Pulchri-lid: Berserik, Van Heel, Schrofer, Bouthoorn en Westerik. Anderen behoorden tot de experimentele groep ‘Fugare’. 

## Prijzen
Tijdens de voorjaarssalon wordt sinds 1952 de Jacob Hartogprijs uitgereikt. Bij de najaarssalon de Van Ommeren de Voogtprijs en tot 1969 de Jacob Marisprijs.

## Pulchri nu
Pulchri heeft inmiddels een schommelend aantal van circa 400 kunstenaarsleden en 600 kunstlievende leden.
Na een financiële sanering, een uitgebreide verjonging en grote verbouwing aan het begin van deze eeuw is Pulchri weer geheel bij de tijd en bestaat de vereniging inmiddels meer dan 175 jaar.
Dankzij het concept en beleid van de vereniging is Pulchri Studio ongeveer de enige vrijplaats waar kunstenaars onafhankelijk van galerie en museum vrij en naar eigen overtuiging kunnen functioneren.